# 莫林金翅雀鯛
莫林金翅雀鯛（學名：Chrysiptera maurineae），又稱莫林刻齒雀鯛，是輻鰭魚綱鱸形目雀鯛科金翅雀鯛屬的其中一種，分布於西太平洋印尼海域，深度5至12公尺，本魚體呈橢圓形而側扁，幼魚頭部、前背、尾柄上緣呈淺藍色，身體其餘部分呈亮黃色；成魚主要呈現亮黃色，頭部和身體上有許多小綠松石色斑點，背鰭硬棘13枚、背鰭軟條10-12枚、臀鰭硬棘2枚、臀鰭軟條13枚，體長可達5公分，棲息在珊瑚礁區，以浮游生物為食，繁殖期成對出現，雄魚會守護魚卵至孵化，生活習性不明。